# Безбилетник
Безбилетник («заяц») — пассажир, уклоняющийся от оплаты своего проезда, или зритель, проникший на какое-либо зрелищное мероприятие (в театр, в цирк, на стадион и т. п.) без билета.

## Описание
Человек, путешествующий без билета, подвергает риску себя и окружающую инфраструктуру. Так как безбилетники находятся в транспортном средстве незаконно, то к ним могут применяться различные санкции. В мировой практике самой распространённой санкцией против безбилетников является взимание штрафов и доставление в полицейский участок (меры воздействия различаются в зависимости от местного законодательства различных стран мира). Национальные перевозчики тратят десятки миллионов долларов на борьбу с безбилетниками. Самый распространённым методом таковой борьбы является выборочный контроль. Организация, предназначенная для учета и мониторинга доходов оплаты проезда, может создаваться в форме отдельного казённого учреждения либо в составе подразделения транспортной полиции (чаще всего на уровне государственной инспекции). Отсутствие билета не лишает пассажира основополагающих гражданских прав, которые обязаны уважать билетные инспекторы (контролёры), действуя строго в рамках закона и не выходя за пределы своих полномочий.
При перемещении на самолётах безбилетники зачастую рискуют своей жизнью. Представитель FAA Иан Грегор заявил в 2007 году, что с 1947 года во всём мире известно 74 попытки безбилетного пролёта на самолёте. Только 14 из 74 человек выжили.
Во многих случаях безбилетного полёта на самолёте люди использовали ниши авиационного шасси, чтобы проникнуть на борт. Такая практика была относительно безопасна в эпоху самолётов с поршневыми или турбовинтовыми двигателями, имевшими объёмные гондолы шасси и летавшими на небольшой высоте. В современных самолётах полёт в нише шасси практически всегда ведёт к гибели человека по целому ряду причин:
1. Для снижения аэродинамического сопротивления ниши шасси на скоростных лайнерах имеют очень малый размер. Зазоры между шасси и стенками ниши составляют всего 10—20 сантиметров;
2. Ниши шасси большинства современных самолётов негерметичны и даже если зазоры в нише позволят разместиться в них человеку, то при полёте на большой высоте он неминуемо погибнет от гипоксии и переохлаждения;
3. Наиболее распространённый в мире пассажирский лайнер Boeing 737 вообще не имеет створок ниш шасси.

Тем не менее известен достаточно большой список авиарейсов с людьми в отсеках шасси.
Безбилетное путешествие практикуется также на морских и речных судах. При этом безбилетник чаще всего проникает на судно вместе с грузом (внутри контейнера, в мешке, бочке, ящике) либо под видом члена команды (особенно если команда формируется только перед рейсом из людей, не знающих друг друга). Возможен подъём безбилетника на борт с лодок или шлюпок. Для безбилетника на судне также важно оставаться незамеченным в течение многодневного рейса. Для этих целей лучше всего подходят грузовые помещения, спасательные шлюпки, в эпоху парового флота это были угольные бункеры. Часто безбилетников за небольшую плату перевозят в своих кубриках матросы, а при напряжённых отношениях между судовладельцем и капитаном последний также может быть заинтересован в нелегальном провозе пассажиров. Безбилетный проезд на судах был очень распространённым явлением в эпоху освоения Америки европейцами, в период экономического кризиса в Европе после Первой мировой войны, а в начале XXI века широко практикуется жителями бедных стран Азии и Африки, в том числе для незаконной миграции в Европу.

## Штраф за безбилетный проезд
- Беларусь — с 1 января 2021 года во всех городах Республики Беларусь за неоплаченный проезд действует штраф в размере 0,5 до 1 базовой величины (от 14,5 до 29 белорусских рублей). Штраф взимается по квитанции, выписываемой инспектором агентства службы доходов перевозчика.
- Великобритания — с 11 января 2009 года на всех видах городского транспорта (кроме трамвая) в Лондоне действует штраф в размере 50 фунтов стерлингов. В отношении лиц, злостно нарушающих правила оплаты проезда, может быть инициировано уголовное делопроизводство согласно своду правил железной дороги 1889 года (Regulation of Railways Act 1889), по которому безбилетные пассажиры приговариваются к трём месяцам тюремного заключения или к большому штрафу в двадцатикратном размере от первоначального. В остальных регионах действует единый штраф в размере 80 фунтов стерлингов. На пригородных поездах штраф за безбилетный проезд составляет 2000 фунтов в соответствии со сводом правил железной дороги.
- Европейский союз:
  -  Германия — с 1 апреля 2015 года в любом общественном транспорте всех городов ФРГ действует единый штраф в размере 60 евро, выписываемый билетным инспектором по квитанции. В крупных городах (такие как Берлин, Гамбург и Мюнхен) рейды билетных инспекторов иногда сопровождаются сотрудниками бундесполиции.
  -  Латвия — в Риге штраф варьируется от 20 до 50 евро (от 3 до 30 евро для пассажиров, которые ездят бесплатно)[9]. В пригородных поездах латвийской железной дороги штраф составляет 25 евро.
  -  Литва — в Вильнюсе штраф составляет от 18 до 35 евро в зависимости от проезда без билета вообще или по льготному билету без прав на льготы[10].
  -  Польша — в Варшаве действует штраф в размере 180 злотых (около 3500 рублей), выписываемый по квитанции. Если оплата сразу на месте, то сумма снижается до 108 злотых (2100 рублей), 30 % суммы которой идет в качестве вознаграждения билетному инспектору.
  - Остальные страны — от 38 (Нидерланды) до 200 евро (Бельгия). В некоторых странах Европейского союза, при заведомо явном обнаружении факта неоплаченного проезда, билетный инспектор в лице государственного служащего (аналогично инспектору иных внутренних органов) имеет безоговорочное преимущественное право доставить безбилетника в полицейский участок для открытия административного делопроизводства. Данное правило работает исключительно на уровне организации, созданной в составе подразделения транспортной полиции.
- Казахстан — с мая 2015 года в КоАП Республики Казахстан введена статья 622, предусматривающая санкции за уклонение от оплаты проезда на общественном транспорте. Штраф налагается в размере двух месячных расчетных показателей (3964 казахстанских тенге).
- Китай — от 75 до 100 юаней в зависимости от провинции.
- Россия:
  -  Москва. В общественном транспорте Москвы штраф за безбилетный проезд взимается по квитанции, в размере 2000 рублей; за проезд по чужому льготному билету — 4000 рублей с изъятием карты[11]. Контроль проездных документов осуществляется инспекторами ГКУ г. Москвы «Организатор перевозок»[12].
  -  Московская область. В транспорте в Московской области штраф за безбилетный проезд взимается по квитанции, в размере 1000 рублей; за проезд по чужому льготному билету — 2500 рублей с изъятием карты[13]. Также предусмотрен штраф и в отношении водителя ТС — лица, осуществляющего перевозку по регулярному маршруту, не выдавшего билет; такой штраф налагается в размере 5000 рублей[13]. Контроль проездных документов осуществляется инспекторами ГКУ МО «Административно-пассажирская инспекция» в Московской области. В случае выявления факта принятия оплаты наличными средствами в наземном транспорте, штрафы получают как водитель, так и пассажир (оплата проезда в наземном транспорте наличными средствами в Московской области запрещена с 18 июня 2022 года)[14]. В пригородных поездах штраф в пользу компании-перевозчика рассчитывается по формуле: стоимость проезда 10 км, умноженная на 50. Штраф не взимается, если «заяц» согласился купить билет у кассира-контролёра[15]. При этом, если на станции, с которой отправился безбилетный пассажир, функционирует билетопечатающий автомат или билетная касса, взимается дополнительный сбор за оформление билета (от 100 рублей в соответствии с Уставом железнодорожного транспорта Российской Федерации[16]). Не на всех железнодорожных станциях в Московской области кассы или билетные автоматы работают в круглосуточном режиме. В таких случаях перед отправлением пассажир должен получить талон ТППД (терминал предварительных проездных документов)[17]. С этим талоном пассажир должен оплатить проезд у кассира-контролёра или на станции назначения; при наличии этого талона пассажир оплачивает проезд без дополнительных наценок. При проезде без такого талона и без билета пассажир оплачивает проезд с наценкой: у кассира-контролёра — 100 рублей, на станции назначения — 200 рублей[18].
  -  Санкт-Петербург. В общественном транспорте Санкт-Петербурга штраф за безбилетный проезд составляет 500 рублей и взимается по квитанции. Контроль проездных документов осуществляется инспекторами СПб ГКУ «Организатор перевозок». В случае обнаружения факта уклонения от оплаты проезда к безбилетнику предъявляются вышеописанные санкции, а в отношении кондуктора (водителя), допустившего нарушение правил продажи разовых билетов и контроля оплаты проезда, составляется протокол о дисциплинарном взыскании[19][20]. В связи с переходом на «Новую модель транспортного обслуживания», планируемым отказом от продажи билетов за наличные средства в автобусе, а также от работы кондукторов, штраф планировалось повысить до 2500 рублей[21][22]. Судьба законопроекта в настоящее время неизвестна.
  -  Пермский край. В 2022 году штраф за безбилетный проезд в Пермском крае был повышен. Штрафы составляют: первичный штраф за безбилетный проезд — 2500 рублей, повторный штраф за безбилетный проезд — 5000 рублей. Исключение предусмотрено для держателей безлимитных проездных билетов: если пассажир не провалидировал безлимитный проездной билет и предъявил его контроллёру — то в первый раз пассажир получает предупреждение, при повторном нарушении — штраф 500 рублей[23][24]. Контроль за оплатой проезда осуществляет МКУ «Городское управление транспорта»[25].
  -  Курская область. С декабря 2022 года штраф за безбилетный проезд в Курской области составляет 1000 рублей, штраф за неоплаченный провоз багажа — от 500 до 1000 рублей[26]. Контроль за оплатой проезда осуществляет областное казенное учреждение «Центр транспортных услуг» (ОКУ «ЦТУ»)[27].
  -  Ярославская область. В конце июня 2023 года Ярославская областная дума значительно повысила штраф за безбилетный проезд в общественном транспорте в городе Ярославле и в Ярославском районе[28]. Штраф составит: за безбилетный проезд — 2000 рублей (вместо 100 рублей)[29], за неоплаченный провоз багажа — 1000 рублей[30]. Полномочия, связанные с контролем платёжной дисциплины, возложены на ГКУ «Организатор перевозок Ярославской области»[31].
- США:
  - Нью-Йорк. В метрополитене Нью-Йорка штраф взимается в размере 100 долларов. В зависимости от усиленности проводимого контроля, квитанцию имеет право выписать и сотрудник полиции.
  - Сан-Франциско. В общественном транспорте Сан-Франциско (в автобусах, троллейбусах, наземных и подземных скоростных трамваях Muni Metro) — 75 долларов.
- Украина — в соответствии с Кодексом Украины об административных правонарушениях, предусмотрены три различных вида штрафов за неоплаченный проезд — в поездах (в десятикратном размере от стоимости проезда), городском транспорте (в двадцатикратном размере) и междугороднем автобусе (в десятикратном размере). Штраф оформляется как билетными инспекторами, так и сотрудниками национальной полиции при совместном рейде.
- Швейцария — согласно правилам Швейцарских федеральных железных дорог, за безбилетный или неполностью оплаченный проезд (например, проезд в первом классе с билетом второго класса) с пассажира взимается неоплаченная стоимость проезда и дополнительная наценка (нем. der Zuschlag). Термин штраф (шв. диал. die Busse) не употребляется в силу тонкостей местного законодательства. Персональные данные нарушителя фиксируются в соответствующей системе и хранятся в течение двух лет, — в случае повторного нарушения наценка увеличивается. Кроме того, её размер зависит от характера нарушения (отсутствие проездных документов, либо частично оплаченный проезд) и варьируется от 90 до 160 швейцарских франков. Кроме того, отдельные сборы (нем. die Gebühren) вменяются нарушителю за использование чужих (100 швейцарских франков) или поддельных (200 швейцарских франков) проездных документов. Аналогичные санкции действуют на других видах общественного транспорта: автобусах, трамваях, троллейбусах, местных железных и канатных дорогах, речных и озёрных пароходствах и тому подобных. Однако размеры и порядок оплаты наценок за безбилетный проезд в них определяются индивидуально на уровне каждого кантона, или даже владельца, либо оператора конкретной транспортной системы. Пассажир, забывший проездной документ дома, может избежать наказания, если в течение следующих суток предъявит его на ближайшей железнодорожной станции[32].
- Япония — в соответствие с законодательством Японии сотрудник «контрольной дистанции» вправе потребовать от пассажира предъявить билет и документ, удостоверяющий личность. В железнодорожном транспорте за уклонение от оплаты проезда безбилетному пассажиру выписывается штраф в трёхкратном размере от стоимости поездки внутри одной тарифной зоны. Штраф оформляется в виде квитанции вне зависимости от того, предъявит ли пассажир документ, удостоверяющий личность, или нет. В общественном наземном транспорте штраф за безбилетный проезд не взимается, но пассажир обязан приобрести билет при входе, в противном случае водитель обязан отказать ему в обслуживании.

## В искусстве
- Алекcей Новиков-Прибой, рассказ «По-тёмному», 1922 г.[33]
- Безбилетный пассажир (англ. Stowaway), Уильям А. Сайтер, 1936 г., США[34]
- Артур Хейли, роман «Аэропорт», 1968 г.
- Безбилетный пассажир (нем. Schwarzfahrer), Пепе Данкарт, 1993 г., Германия[35][36]
- Доктор в ловушке (англ. Doctor in Trouble), Ральф Томас, 1970, Великобритания[37]
- Безбилетный пассажир (нид. De verstekeling), Бен ван Лисхаут, 1997 г., Нидерланды/Узбекистан[38]

## Галерея

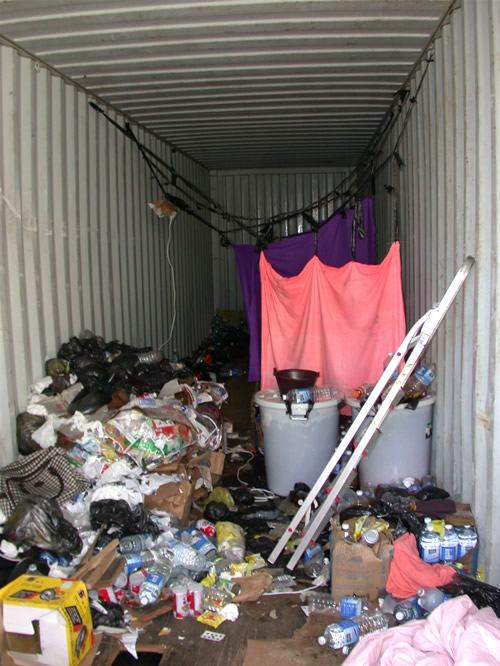
Контейнер, в котором было найдено 22 «зайца» в порту Сиэтла
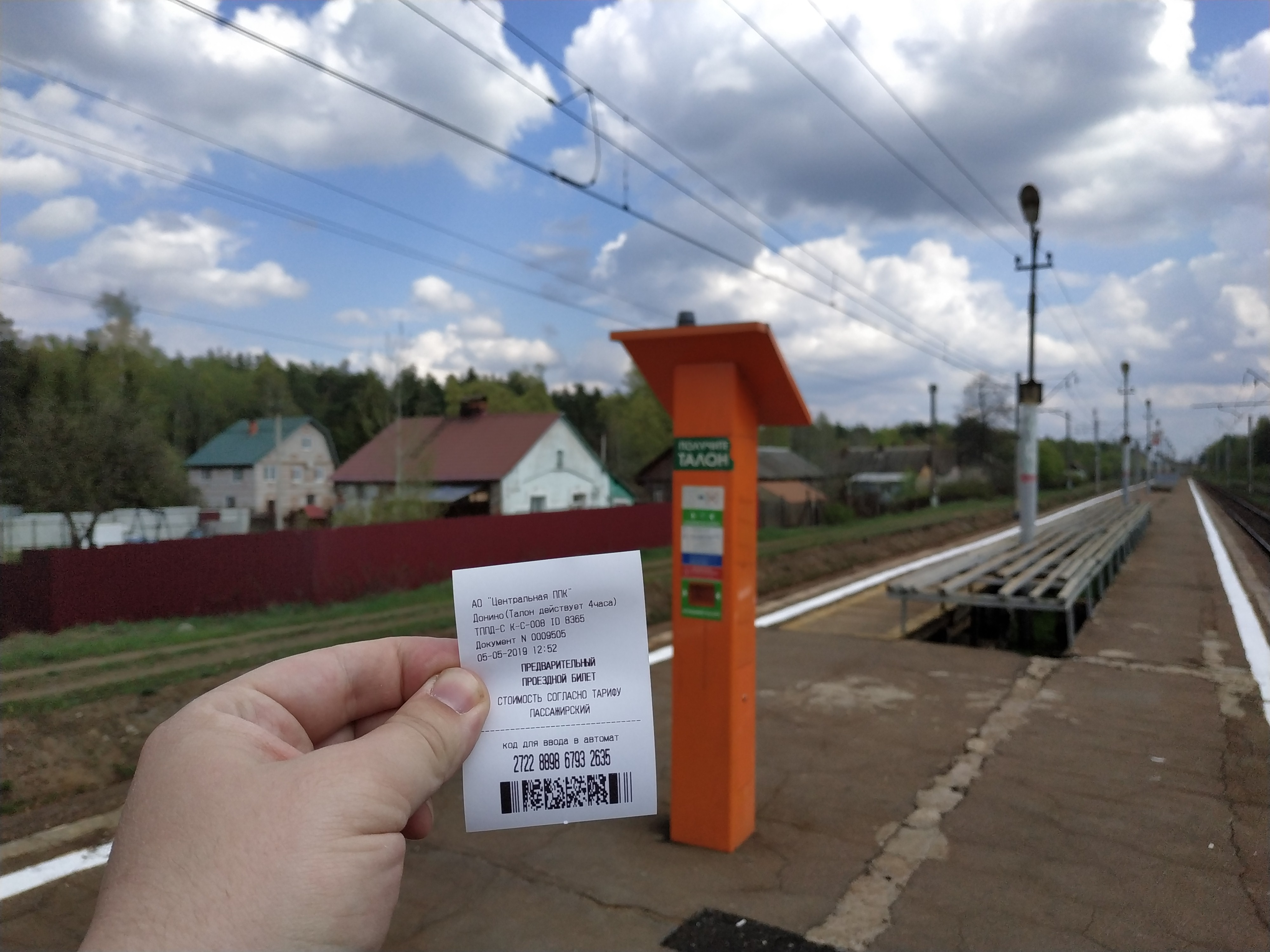
Предварительный билет ЦППК